# Marko Popović (nogometaš)
‎
Marko Popović (srbsko Марко Поповић), srbski nogometaš, * 25. avgust 1982, Resava, Jugoslavija.

## Klubska kariera
Popovič je kariero začel pri beograjski Crveni zvezdi, katere član je bil 5 let (od pionirjev do mladincev). V tem obdobju je 2 krat osvojil državno prvenstvo in 3 krat srbski pokal. Nato je za kratek čas odšel k Jedinstvu, od koder je kasneje  odšel v Leotar iz Trebinja. V sezoni 2005/2006 je okrepil nogometaše Maribora. Že v prvi sezoni je postal pomemben član ekipe.

## Zanimivosti
Njegov vzdevek je Kafke. Nadel mu ga je nekdanji igralec Crvene zvezde Dule Savić. Prejel ga je zato, ker je, ko je bil član Crvene zvezde igral na boku in so ga v šali začeli primerjati s Cafujem. Iz brazilčevega imena je nastala izpeljanka Kafke.